# خیدو فان روسوم
خیدو فان روسوم (به هلندی: Guido van Rossum) (تلفظ  انگلیسی: گیدو ون روسوم) یک برنامه‌نویس رایانه‌ای اهل هلند است، کسی که به عنوان نویسندهٔ زبان برنامه‌نویسی پایتون شناخته می‌شود. او در جامعهٔ پایتون به عنوان یک دیکتاتور خیرخواه جاویدان  شناخته شده‌است این بدان معنی است که او پیوسته فرایند توسعه پایتون را زیر نظر دارد و در زمان‌های لازم تصمیمات ضروری و مناسب را برای آن اتخاذ کرده‌است.

## زندگی
فان روسوم در هلند به دنیا آمد و در همان‌جا بزرگ شد. در سال ۱۹۸۲ بالاترین نمرات دانشگاه آمستردام در هلند را بدست آورد. سپس در سازمان‌های تحقیقاتی گوناگون مشغول به کار شد؛ از جمله: مؤسسه ملی تحقیقات ریاضی و رایانه (CWI) در آمستردام، مؤسسه ملی استاندارد و تکنولوژی (NIST) در شهر گیثرزبرگ در ایالت مریلند و مؤسسه ملی تحقیقات و ابتکارات در شهر رستون در ایالت ویرجینیا در آمریکا. وی همچنین بر روی طراحی زبان برنامه‌نویسی ای‌بی‌سی کار کرده‌است.

## زبان پایتون
در سال ۱۹۹۶ وی دربارهٔ نحوه پیدایش این زبان می‌نویسد:
«در حدود شش سال قبل، در دسامبر ۱۹۸۹، من به دنبال یک پروژهٔ برنامه‌نویسی در جهت فعالیت مورد علاقه‌ام می‌گشتم تا اوقات فراغت کریسمس را پر کنم. دفتر کارم بسته بود، منتها یک رایانه شخصی داشتم و چیزی بیش از این هم در اختیارم نبود. تصمیم گرفتم تا یک مترجم برای یک زبان اسکریپتی بنویسم. قبلاً در مورد زبان برنامه‌نویسی ای‌بی‌سی فکر کرده بودم. چیزی شبیه به زبان سی و یونیکس از نسل ای‌بی‌سی، جذاب برای هکرها و قابل انعطاف برای پژوهشگران. نام پایتون را برای عنوان کاری این پروژه انتخاب کردم، چرا که در حالتی جسورانه و غیر سنتی به سر می‌بردم (و البته از طرفداران پر و پا قرص سیرک دوره گرد مانتی پایتان بودم).» 

## برنامه‌نویسی برای همه
در سال ۱۹۹۹، روسوم پیشنهادی را برای DARPA با عنوان برنامه‌نویسی برای همه ارسال کرد. همچنین او اهدافی را برای پایتون مشخص کرد که عبارت‌اند از:
- یک زبان برنامه‌نویسی ساده و بصری در حالی که به قدرت رقیبان خود در دنیای حرفه‌ای است.
- متن باز، پس هر فردی می‌تواند در توسعه و یاری رساندن به این پروژه کمک کند.
- کد برنامه قابل درک و آسان باشد، به راحتی خواندن یک متن انگلیسی.
- مناسب برای کارهای روزمره باشد و مخصوص طراحی سریع و آسان یک برنامه با مدت زمان کم.

روسوم در سال ۲۰۰۲ جایزه نرم‌افزارهای آزاد را از بنیاد نرم‌افزار آزاد در کنفرانس بروکسل در کشور بلژیک دریافت کرد.

## زندگی شخصی
خیدو فان روسوم برادری به نام یوست فان روسوم دارد که گرافیست می باشد و فونت بکار رفته در لوگوی «Python Powered» از کارهای او است.